# Comuna Karasjok
Karasjok este o comună din provincia Finnmark, Norvegia.